# 內衣少女
《內衣少女》是一齣2008年上映香港製作的愛情喜劇片。由陳慶嘉及秦小珍執導。

## 演員
| 演員            | 角色                       |
| --------------- | -------------------------- |
| 鄧麗欣          | Miu（何琪妙）              |
| 文詠珊          | Donut                      |
| 湯 怡           | Celine                     |
| 賈曉晨          | CC                         |
| 李曼筠          | Lotion                     |
| 鄭中基          | Lucas                      |
| 安志杰          | Eugene                     |
| 王祖藍          | Antonio                    |
| 徐天佑          | 沈家進 (輔警)              |
| 陸 永@農夫      | 刁杰（新進才子）           |
| Ｃ 君@農夫      | 精子銀行經理               |
| 盧覓雪          | 何麗蓮（Miu的姑姐）        |
| 黄又南          | 內衣竊賊                   |
| 梁詠琪          | Lena (《絕世好Bra》之角色) |
| 麥玲玲          | 麥玲玲                     |
| 莊文強          | Roger                      |
| 羅鈞滿          | 男同事                     |
| 蔡瀚億          | 男同事                     |
| 高志森          | 何麗蓮初戀情人             |
| 陳輝虹          | Henry                      |
| 鄭文            | 公司阿姐                   |
| 张佩华 (張珮華) | 陳志剛太太                 |

## 歌曲
- 內在美

## 拍攝場地(部分)
- 西九龍海濱長廊, 金鐘道電車路

## 外部連結
- 香港影庫上《內衣少女》的資料（繁體中文）
- 開眼電影網上《內衣少女》的資料（繁體中文）
- 豆瓣电影上《內衣少女》的資料 （简体中文）
- 时光网上《內衣少女》的資料（简体中文）
- AllMovie上《內衣少女》的资料（英文）
- 爛番茄上《內衣少女》的資料（英文）
- 互联网电影数据库（IMDb）上《內衣少女》的资料（英文）